# Vae victis

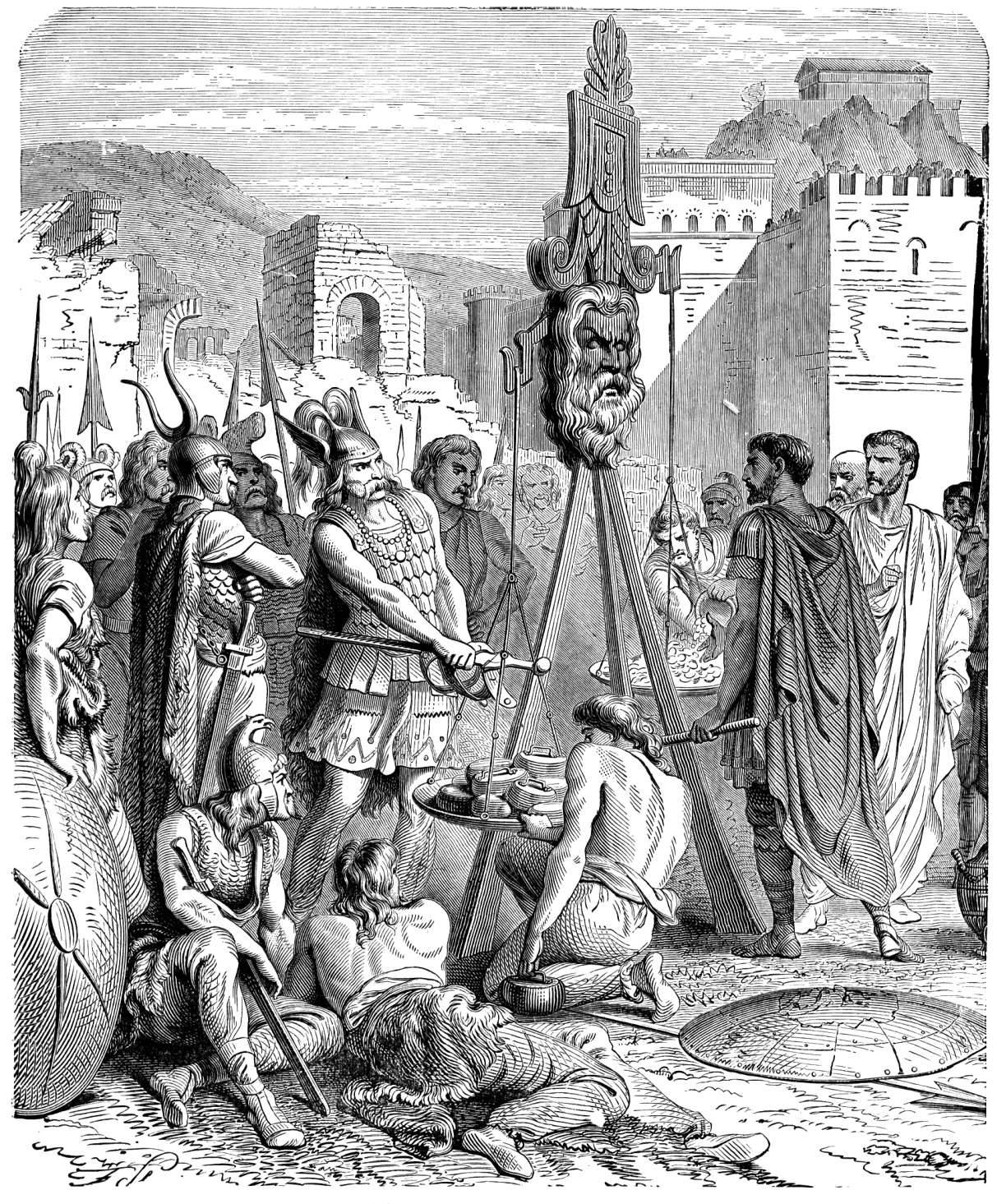
„Vae victis!” Brennus își aruncă sabia pe taler. Ilustrație de Paul Lehugeur, 1886.

Vae victis (AFI: [ˈwae̯ ˈwɪktiːs]) este o expresie latină care poate fi tradusă „vai de cei învinși”. Aceasta înseamnă că cei învinși în luptă se află cu totul la mila cuceritorilor lor și nu trebuie să aștepte sau să ceară clemență.
Cele mai multe evenimente prezentate de istoricii antici cu privire la începutul istoriei romane sunt considerate legende, iar jefuirea Romei de către gali este unul dintre primele evenimente despre care oamenii de știință moderni sunt siguri că a avut loc, fără a accepta însă incidentele colorate menționate în tradiție. Conform tradiției, în anul 390 î.Hr., o armată de gali condusă de Brennus a atacat Roma, ocupând întregul oraș, cu excepția Capitoliului. Brennus a asediat dealul și în cele din urmă romanii au cerut să plătească răscumpărarea orașului. Brennus a cerut 1.000 de livre (329 kg) de aur și romanii au fost de acord cu condițiile lui. Potrivit vieții lui Camillus scrisă de Plutarh și lucrării Ab Urbe Condita a lui Tit Liviu (Cartea 5 Secțiunile 34-49), galii au furnizat balanța și greutățile care au fost utilizate pentru a măsura cantitatea de aur. Romanii au adus aurul, dar au susținut că greutățile erau măsluite în folosul galilor. Auzindu-i cum se plângeau, Brennus a luat sabia și a aruncat-o peste greutăți, exclamând: „Vae victis!” Romanii au trebuit, prin urmare, să aducă mai mult aur pentru a contrabalansa sabia. Tit Liviu și Plutarh susțin că Camillus a reușit ulterior să-i învingă pe gali înainte de plata răscumpărării, deși Polybius, Diodor din Sicilia și un pasaj ulterior al lui Tit Liviu contrazic acest lucru.